# Tmutarakan'

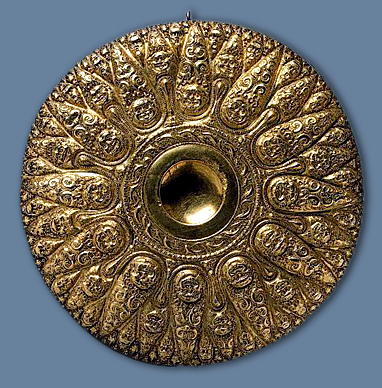
Phiale greco dall'antica Ermonassa

Tmutarakan'  (in alfabeto cirillico: Тмутаракань; in ucraino: Tmutorokan' , in cirillico Тмуторокань) è il nome russo di un'antica città situata sulla penisola di Taman', nell'attuale territorio di Krasnodar della Federazione russa, di fronte all'odierna Kerč, in una posizione che controllava il Bosforo Cimmerio (odierno stretto di Kerč) fra il Ponto Eusino (mar Nero) e la palude Meotide (mar d'Azov). In russo moderno si dice Tmutarakan' per indicare un luogo lontano e poco importante)..

## Storia

### Colonia greca

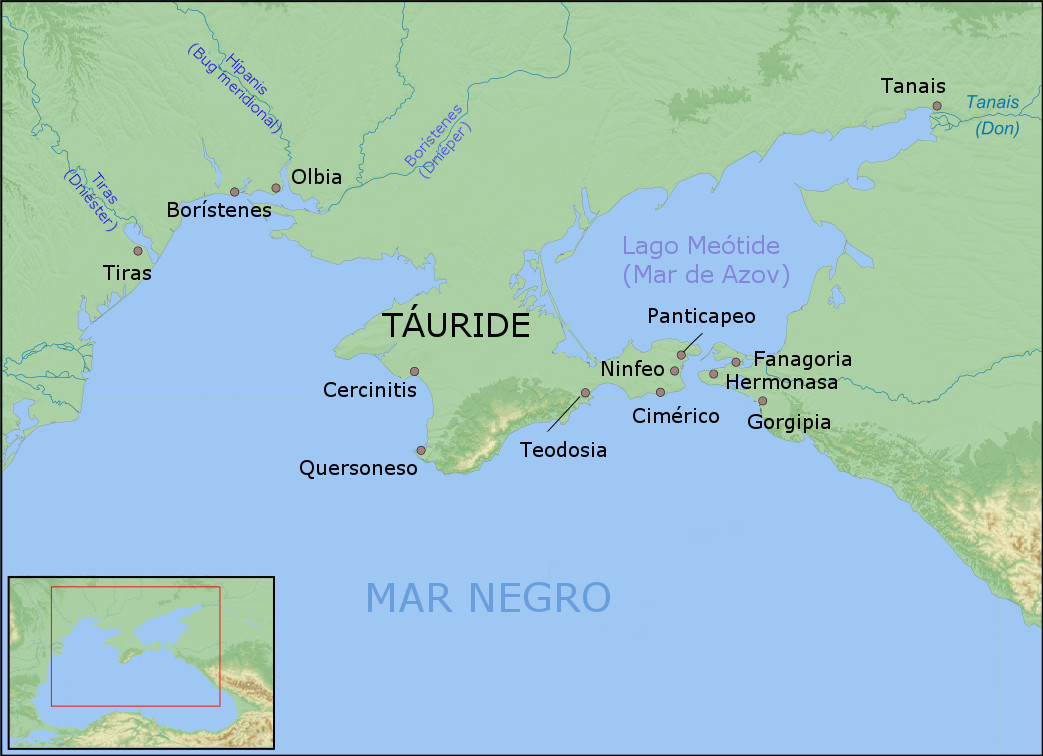
Ermonassa e le altre colonie greche del Ponto Eusino

La città era originariamente la colonia greca di Ermonassa (in alfabeto greco: Ἑρμώνασσα) fondata a metà del VI secolo a.C. da coloni provenienti da Mitilene o ioni, Benché vi siano prove che anche altri popoli abbiano partecipato alla fondazione, compresi i Cretesi.
Qualche chilometro a est di Ermonassa sorgevano le città di Fanagoria, importante centro fondato da coloni di Teo, e di Panticapea. Queste città erano fra i più importanti empori commerciali del Regno del Bosforo. Ermonassa fiorì per qualche secolo come testimoniano gli edifici e le strade risalenti a questo periodo riportate alla luce dagli scavi archeologici, così come un ritrovamento di monete del IV secolo a.C.. Ermonassa era anche un centro del culto bosforico di Afrodite. Gli scavi rivelano infine un'estesa riprogettazione e ricostruzione della città nel II secolo d.C..
Il regno del Bosforo fu per secoli uno stato cliente dell'Impero romano, di cultura greca, ma influenzato anche dai Sarmati. Commerciava con i popoli dell'interno, fra cui gli Alani.

### Invasioni barbariche
Ermonassa fu distrutta dagli Unni, che posero fine al Regno del Bosforo e sconfissero gli Alani che vivevano nei dintorni nel 375/376.
Alla fine del V secolo anche l'impero degli Unni si dissolse e l'area passò di nuovo nella sfera dell'Impero romano d'Oriente.
Nel VI secolo, tuttavia, l'area passò sotto il controllo dei Bulgari.

### Fortezza cazara

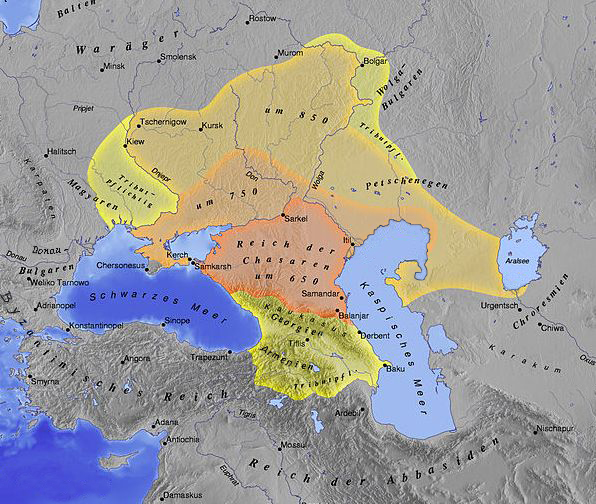
Samkarš all'interno del Regno cazaro

In seguito all'occupazione della regione da parte dei Cazari nel VII secolo, la città fu ricostruita come fortezza con il nome di Tamantarkhan, da cui deriva il nome bizantino della città, Tamatarcha.
Le fonti arabe chiamano, invece, la città Samkarš, o Samkarš al-Yahud ("Samkarš l'ebrea", letteralmente "la giudea"), a indicare che la maggioranza del commercio era gestito da Ebrei. Altre varianti del nome erano  Samkerš e Samkuš.
Fortificata con possenti mura di mattoni e nota per un buon porto, Tamatarkha era un grosso emporio commerciale. La città controllava buona parte del commercio fra il Nord Europa e l'Impero bizantino e la Ciscaucasia. Alcune vie commerciali andavano verso sud-est fino all'Armenia ed ai paesi islamici, altre si collegavano verso est con la via della seta. Fra gli abitanti c'erano greci, armeni, russi, ebrei, osseti, lezghi, georgiani, e circassi.
Tamatarkha divenne sede di diocesi nel VIII secolo sotto la giurisdizione di Costantinopoli e ottenne il titolo di metropoli nel X secolo.
Dopo la distruzione del Regno cazaro da parte di Sviatoslav I di Kiev a metà del X secolo, i Cazari continuarono ad abitare l'area. La "Lettera Mandgelis", una lettera in ebraico datata AM 4746 (985–986) si riferisce al "nostro signore David, il principe cazaro": un piccolo principato cazaro di religione ebraica si era stabilito nella penisola di Taman' e Tmutarakan' ne era la capitale. Lo staterello fu scoperto dagli ambasciatori della Rus' i quali consultarono il principe in materia religiosa e gli diedero notizia della conversione al Cristianesimo di Vladimiro I di Kiev, avvenuta circa nello stesso periodo.

### Principato Rus'

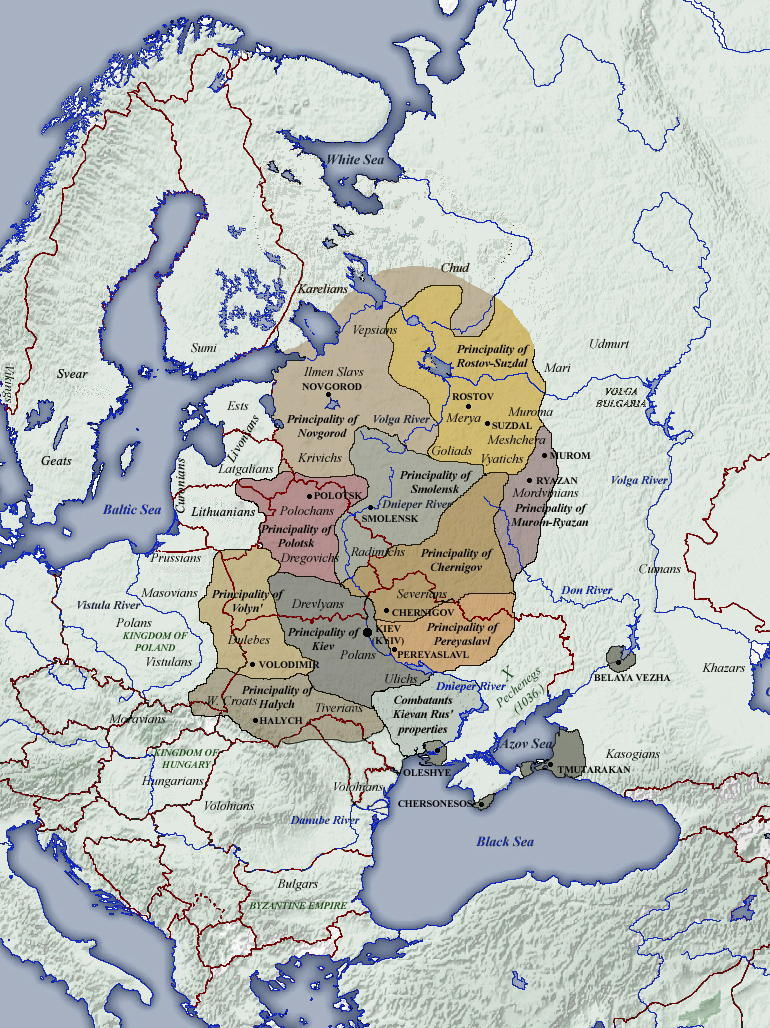
Gli appannaggi della Russia medievale: il principato di Tmutarakan' è quello a sud, separato agi altri

La città fu conquistata dalla Rus' di Kiev verso la fine de X secolo: la data e le circostanze esatte della conquista sono sconosciute. La Cronaca di Ipazio menziona Tmutarakan' come una delle città che Vladimiro il Grande diede in appannaggio ai suoi figli: tale circostanza colloca la conquista certamente prima della morte di Vladimiro nel 1015.
Un figlio di Vladimiro, Mstislav di Černihiv fu principe di Tmutarakan dal 988 al 1036. Durante il suo regno fu edificata una chiesa di pietra, dedicata alla Theotókos. Gli scavi suggeriscono che fu costruita da maestranze bizantine e presenta similitudini con la chiesa che Mstislav aveva fatto costruire a Černihiv.
Dopo la morte di Msistlav, si succedettero alcuni principi, ognuno dei quali regnò per un breve periodo. Gleb Svjatoslavič ricevette il governo della città da suo padre Sviatoslav II di Kiev, ma nel 1064 fu cacciato dal rivale Rostislav Vladimirovič che a sua volta fu costretto a fuggire mentre Gleb si avvicinava alla città con un esercito comandato da suo padre. Una volta tornato indietro l'esercito di Sviatoslav, tuttavia, Rostislav espulse di nuovo Gleb. Durante il suo breve governo, egli sottomise i circassi locali  (detti Kasogi) e altre tribù locali. I suoi successi provocarono i sospetti del vicino Thema Cherson nell'odierna Crimea, un funzionario del quale avvelenò Rostislav nel 1066.
Successivamente il controllo di Tmutarakan' tornò al principe di Černihiv Sviatoslav II e poi al Principe di Kiev, Vsevolod I. Nel 1079 Sviatoslav II nominò un governatore (posadnik), il quale fu però ucciso due anni dopo da David Igorevič e da Volodar Rostislavič, che s'impadronirono della città. Oleg Svjatoslavič, esiliato a Bisanzio durante questo periodo turbolento, ritornò a Tmutarakan' nel 1083 e cacciò gli usurpatori, assumendo il titolo di "arconte di Cazaria", e pose la città sotto il controllo nominale di Bisanzio. Egli coniò tuttavia a proprio nome delle rozze monete di argento, con una legenda in cirillico. Nel 1094, come Mstislav prima di lui, tornò alla Rus' per rivendicare il trono di Černihiv.
Durante questo periodo i principi fecero coniare monete di bronzo e d'argento a imitazione di quelle bizantine.

### Impero bizantino
Durante il XII secolo la città venne isolata dal resto del territorio Rus' dall'invasione dei Cumani nelle steppe della Rus' meridionale.
L'interesse bizantino per Tmutarakan', invece, si conservò: se prima il controllo veniva esercitato attraverso la serie dei principi rurichidi clienti dell'Impero; ora fu esercitato in modo diretto. Il motivo di questo interesse erano i depositi a cielo aperto di nafta (come allora si chiamava il petrolio) nell'area e questo era un ingrediente essenziale della principale arma dei Bizantini, il fuoco greco. Fino alla fine del XII secolo le autorità bizantine proibirono ai loro partners commerciali genovesi l'accesso alla città, da loro chiamata Matrega.
Nel XIII secolo Tmutarakan' passò all'Impero di Trebisonda, che si era staccato dall'Impero bizantino.

### Colonia genovese

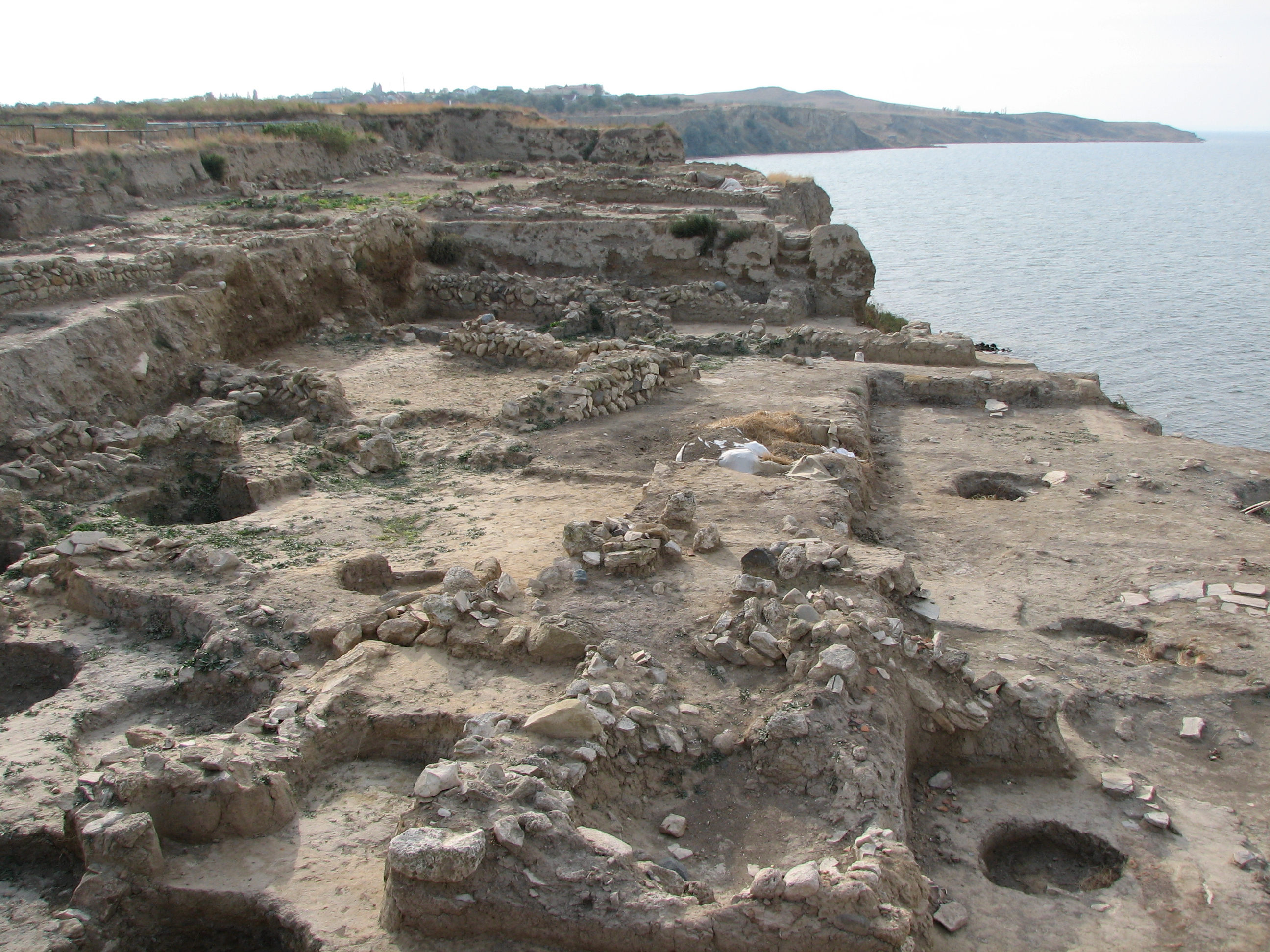
Scavi di Ermonassa

Nel Trecento la regione passò sotto il controllo genovese come parte della colonia di Gazaria. In particolare Matrega era amministrata dalla famiglia De Ghisolfi.
La città fu conquistata dal canato di Crimea nel 1482.

### Dominazione turca e russa
Dalla fine del Cinquecento al 1783 il luogo fu sede di una fortezza ottomana. Il territorio costituiva un sangiaccato subordinato all'elayet di Caffa.
Nel 1791 il territorio divenne russo. Fu assegnato prima ai Cosacchi Zaporoghi e poi a quelli del Mar Nero, che vi fondarono la stanica di Taman'.
Nel 1792 un contadino trovò una stele con un'iscrizione che descriveva come il principe Gleb avesse misurato il mare da Tmutarakan' a Kerč' nel 1068. Gli scavi archeologici del sito iniziarono solo nel XIX secolo e sono continuati a allora. Il livello delle abitazioni supera i dodici metri.

## Nell'arte
A Tmutarakan' sono ambientate molte scene dell'opera La fiaba dello zar Saltan di Rimskij-Korsakov.

## Bibliografia

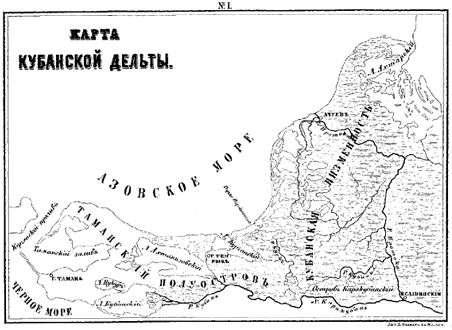
Una carta della penisola di Taman' del 1870